# Tridynamia bialata
Tridynamia bialata är en vindeväxtart som först beskrevs av Kerr, och fick sitt nu gällande namn av Staples. Tridynamia bialata ingår i släktet Tridynamia och familjen vindeväxter. Inga underarter finns listade i Catalogue of Life.